# 創聖的亞庫艾里翁
《創聖的亞庫艾里翁》（日語：創聖のアクエリオン）是日本科幻機器人動畫，由東京電視台於2005年4月4日至9月26日播放，全26話。台灣於2009年12月13日在LS TIME電影台每週日播放國語配音版四集。續作《創聖機械天使EVOL》於2012年1月8日開始播映。第三作《創聖機械天使LOGOS》於2015年7月播映，後於「AnimeJapan 2018」上宣佈新企劃啟動。2023年3月20日正式宣佈第四作《想星的Aquarion Myth of Emotions》（想星のアクエリオン Myth of Emotions）將決定製作。

## 故事簡介
創聖記0011年，地球發生了一場大異變。南極的冰層溶解，原本在1萬2千年前被毁灭的亚特兰迪亚浮现，长着羽翼的民族坠天翅族苏醒。坠天翅族拥有超过人类的高度智能与特殊力量。1万2千年前他们在亚特兰迪亚建立起高度的文明，对他们称为无翼者的人类肆意捕杀。然而人类也没有放弃反击的机会，自海底遗跡挖掘出在「創聖之書」中，传说的兵器——3架古文明的战斗机Vector Machine，藉由不同的组合的变形、合体。Vector Machine可化成不同形态的人形兵器机械天使「亞庫艾里翁」。当时坠天翅族最强的守护天翅阿波罗尼亚斯，便是与人类靠着亞庫艾里翁的力量，将原本优势占尽的坠天翅族逼进灭亡的深渊，为了与坠天翅族对抗，新联合国设立了地球再生机构—DEAVA，负责运用亞庫艾里翁。因此，一群拥有特殊能力的少男少女被召集起来，訓练成为亞庫艾里翁的驾驶员。

## 登場人物

### 元素學校
阿波羅（聲：寺島拓篤（日本）；李景唐（台灣）；陳樂文（香港））
本作主角。推定為13歳。被說是亞特蘭提亞最強守護天翅“阿波羅尼亞斯”的轉生。但本人卻記不得過去、有時會和過去的自己進行人格轉換。
自從一個人獨自住在難民營並且受到好友巴倫幫助以來、就和他一起行動。阿波羅這個名字也是由巴倫所命名的。之後和一樣沒有親人的小不點等孩子一起在嚴酷的環境中分享偷來的食物過活。之後被進行搜索元素人任務的西薇亞所發現。但因為收穫獸的襲擊而將小不點、巴倫等同伴一起帶去、在自己也快被抓走時，身上的元素力因而覺醒並且藉由阿波羅尼斯的引導、成為機械天使的駕駛員，而被DEAVA所保護、以後成為元素人學校的一員。
由於本來就是野生孩子而且為了自己的生活，所以愛好打獵。視力為兩眼都5.0。野性的直覺很強外，嗅覺也很強。而他貪吃的模樣也會讓人大吃一驚。另外，除了有高超的戰鬥力、也有為了要幫助朋友的心情而硬是要擔任領導的一面、所以會有單獨闖入亞特蘭提亞等履次搗亂的行動、但在加深了和新同伴的友情後，才知道一同戰鬥的重要性。因為計畫要潛入DEAVA的頭翅的策略而讓巴倫死在他的眼前、但也讓他知道希烏斯和西薇亞身上擁有的羽翼的秘密。
和過去的戀人轉生而成的希薇亞最初相當合不來、但慢慢地變成情侶的關係。由於出身和性格與希烏斯完全不同而好幾次跟他吵起來。但因為兩人的對立，而解開機械天使身上隱藏的力量，讓他們友情因而加深而成為同伴。雖然看起來相當粗野，但卻對他人的心情相當敏感。除了幫助過麗花和皮耶爾外、也讓孤獨的理娜不再孤單。
主要駕駛太陽戰機（OVA版中也一樣）是太陽機械天使的頭部。（只有阿波羅駕駛時才能叫作太陽機械天使）到結尾前都不被認為是太陽的羽翼、最後轉變成阿波羅尼斯而成為太陽羽翼。所謂的太陽羽翼、是頭翅稱呼阿波羅尼斯那對發出琥珀色光輝的翅膀而來、而阿波羅尼斯則是用自己的翅膀作出的「機械天使」。
最終話中為了用太陽羽翼拯救地球、它和頭翅、希烏斯一起以機械天使成為新的生命之樹而成為拯救世界的犧牲者。那時、告訴西薇亞「一萬兩千年後再見」。
OVA版中平行宇宙裡的阿波羅被設定成由老人所養育的野生兒，和動物們一起住在森林，是該世界的阿波羅尼亞斯真正的轉生。個性與原作的有極大差異，變的相當有理性且冷靜，而且沒像也野獸般的行為，不過重視伙伴和動作迅速以及強大的力量到未變，因為這樣的個性在與該世界的西薇亞見面後很快互相產生好感。召喚了原型機械天使後才被要求加入該地的DEAVA。
於續篇EVOL中，被判明事實上為阿波羅尼亞斯所飼養的翼犬波隆的轉生。而其12,000年後的轉生為阿瑪塔·空以及其靈魂的黑暗部份被未影·神呂木所分裂出來的神樂·戴姆里。
西薇亞·朵·艾利西亞（聲：嘉數由美（日本）；詹雅菁（台灣）；詹健兒（香港））
本作女主角。14歳。只有哥哥希烏斯會叫她為西薇。過去是在12,000年前的大戰中、和阿波羅尼斯分手的人類女戰士賽利安。在阿波羅人格轉換時也會喚醒賽利安的人格。而阿波羅尼斯和賽利安的子孫正是她和希烏斯這對兄妹。並且還是賽莉安王國的公主。
擁有怪力、也能使用念動力。是名好勝而不浪漫的強悍女性。有著不輸給阿波羅的大胃口。
因為雙親過世、所以是名對於唯一親人的哥哥席魯斯有著極度愛戀的兄控（認為如果沒有血緣就能成為戀人了）、所以和與席魯斯感情很好的麗花很合不來。
不由得討厭野蠻的阿波羅而不認為他是阿波羅尼斯的轉生、但兩人在碰到琥珀之翅後而回憶到過去並且透過合體而知道阿波羅的記憶和感情。比什麼人都更強烈地接觸到阿波羅的溫柔後而喜歡上阿波羅。但也因感受轉變太快，因此仍常以厭惡的態度面對，不過只要阿波羅出現和其他女孩親近時便立刻有吃醋的反應，已經屬於傲嬌的性格。和希烏斯不一樣的是、會積極與朋友互相往來。
主要駕駛月亮戰機（OVA版中則一開始是駕駛戴爾塔戰機）。因為她是阿波羅尼司和賽莉安的直系子孫「羽翅的繼承者」。所以左手有著作為繼承羽翼的證明（堕天翅族的末裔）的紅色羽毛（紅色羽毛經常被她以護腕遮著）。和希烏斯的右手上的羽毛能產生連繫，分別是左手為光之記憶、右手為暗之記憶。
因為拒絕背叛的席魯斯的邀請、而選擇與阿波羅和同伴們一起對抗最愛的哥哥、而被席魯斯帶到亞特蘭提亞。在亞特蘭提亞決戰的最後、因為生命之樹和地球的危機而讓互相仇視的頭翅、席魯斯和阿波羅達成和解並且成功完成創聖合體。最終話中聽見小不點說出「阿波羅在那裡？」、於是壓抑住自己也想聽到別人回答的心情，回答他說「總有一天，他會回來這裡的」。
OVA版中平行宇宙裡的西薇亞則是為了要替戰死的哥哥報仇而與墮天翅族戰鬥，個性與原作設定相比較溫順一點，而且與該世界的阿波羅見面後很快互相產生好感。後篇剛開始被誤認為是背叛人類“史柯魯皮歐斯”轉生而被同伴排擠甚至逃走（後來才知該世界的麗花才是“史柯魯皮歐斯”轉生）。在最後與頭翅戰鬥的過程中左手被他砍斷。
於續篇EVOL中，被判明其12,000年後的轉生為御子乃·鈴白。
席魯斯·朵·艾利西亞（聲：杉田智和（日本）；曹冀魯（台灣））
西薇亞的哥哥。阿利西亞王國的王子並且接受英才教育。16歳。
除了擅於劍術外、也有能夠從右手製造出高速震動的能力，並且透過劍加以傳達而將物質切斷。故事前半段是表現相當完美的強烈自戀狂，經常有高傲的發言，因此讓他與別人無法相處。除了能理解他的麗花和所溺愛的妹妹西薇亞外，對誰都不會打開自己的心，特別是對於不動保持著很高的戒心。決不在人們面前吃飯，和朋友也都保持一定拒離。不愛不美麗的東西、時常也會唸詩。和阿波羅是處不來的好友、所以常有冷靜的席魯斯和野蠻的阿波羅針鋒相對的事情。
和葛林與麗花是元素人學校的三個頂尖份子，也因為三個人是機械天使的最出駕駛員並且合體成功而讓他們的關係也跟著變好。最初是利用麗花（像是用來躲避地下迷宮的陷阱）、但因為麗花作為最能理解他的人而讓席魯斯對她有特殊的感情。在被關入雙翅的異次元空間時，因為看到醜陋的自己而怕到把自己的臉遮起來。
主要搭乘火星戰機、因此常常成為火星機械天使的領隊。OVA版中則是搭乘歐美加戰機。和西薇亞一樣是「羽翅的繼承者」、右手擁有紅色的羽毛（希薇亞一様有，但被她用袖口遮住）。西薇亞一直相信哥哥是阿波羅尼斯的轉世，席魯斯也是這樣相信著。但因為無法回憶過去，而因此被雙親所斥責。
因為有羽翅的秘密而法與他人共容、因為比誰都還要在意過去的事而被雙翅所籠絡。因為對於雙翅的殘忍行為而成為決定的關鍵，讓他因此放棄人類而與火星戰機一起叛變。因為麗花的制止而動搖他的心，但麗花在看到羽毛而猶豫一下反而讓他們因此決別。
叛變後，以堕天翅先鋒的身分而叫作「詩翅」並且以火星戰機和捷陸畢姆兵一起見合體成火星捷陸畢姆、然後毫不寬恕地挑戰過去的好友們。
實際上席魯斯是被分裂成兩個的賽利安之魂的其中之一、而且擁有毀滅世界的賽利安的黑暗記憶。因為有著太過罪惡的回憶、所以才無法回憶過去。
在亞特藍迪亞決戰中，席魯斯才了解這個事實並且發現自己不過是被頭翅所利用而對他相當憎恨，於是與阿波羅一起打倒頭翅。然後為了拯救將死的生命之樹和地球，而需要機械天使的力量，因此以火星戰機與阿波羅一起追撃奪走月亮戰機逃走的頭翅。不過在如此重大的危機前雙方還是敵視對方！但因為西薇亞的說服而成功創聖合體並且以無限合體拳阻止崩壊的大地，然後為了成為新的生命之樹而與機械天使一起成為拯救世界的犧牲者。
OVA版中平行宇宙裡的席魯斯於故事開始前就因為和頭翅戰鬥而戰死。
皮耶爾·維挨拉（聲：小野坂昌也（日本）；林谷珍（台灣））
運動萬能，個性開朗且吊兒郎當。相當喜歡女人，總是向看上的女孩子求愛。除了理娜外、包括蘇菲亞等女角都被他求愛過。十七歲，是一軍元素人中最年長的。
除了擔任元素人晚輩的大哥外，也是純（？）最好的談話對象。有著年輕時是人氣足球隊的一員，但卻在比賽中被神話獸將隊友和觀眾抓走的悲傷過去。因為最重視的朋友被抓走而讓他相當憎恨神話獸，平常時都把這些擺在心裡，所以不但理解有相同遭遇的阿波羅也會一邊斥責他讓他冷靜下來。擁有能夠從膝蓋到腳尖運用自如的點火能力。
對於所看上的女孩都會向她求愛，但實際是為了隱藏自己的失戀所表現出來的逞強。在知道初戀的女性伊莎貝拉和哥哥結婚時、讓他的精神陷於不穩而得到「合體依賴症」，最後也順利克服。第18話中、向化裝的庫羅耶一邊開玩笑，一邊表現出「庫羅耶對自己有意思」的樣子、但實際上是真的知道庫羅耶喜歡自己並且也接受她的心意。OVA版中擔任大哥的角色不變、但卻變得相當認真而少了輕浮的一面。
會因應狀況而搭乘太陽戰機或火星戰機。在亞特蘭提亞決戰中則是搭乘歐美加戰機。和音翅有點關係、在DEAVA基地被攻擊時，和麗花、繼美一起擊退音翅。亞特藍迪亞決戰中則是與麗花、理娜一起擊敗她。
OVA版中平行宇宙裡的皮耶爾喜歡的對象是麗花。最後被保護頭翅的音翅一起同歸於盡。
黃麗花（聲：小林沙苗（日本）；李明幸（台灣）；吳梅（香港））
自稱為「召來不幸的女人」的負面少女。15歳。學力和戰鬥力經常都是排在最前面的。擅長中國拳法、在搭乘機械天使時也能夠因此展現如特技一般的行動。喜歡照顧人而相當有人望、不只有後輩的繼美和純、就算是二軍以下的低年級生們也都很仰慕她。身材很好、也會有很介意胸部大小和體重等女孩子的一面。
擁有能夠讀取物體上記錄的接觸感應能力。因為靈性很強，所以本人能力也很強、經常能夠先看到各種奇特的事故和災難。這個能力也被希烏斯用來躲避陷阱。
因為喜歡希烏斯、所以和她的妹妹西薇亞經常吵嘴。而常常被西薇亞所討厭、實際上麗花也常勸導不顧給希烏斯的麻煩而一直撒嬌的西薇亞。第17話中，兩個人為了結食而一起努力奮鬥，因此也讓西薇亞的精神有所成長、而改善兩個人的關係。不曉得是不是她容易愛上人的性格、不但是對希烏斯，也對葛林和阿波羅產生好感。在希烏斯背叛時，也一直苛責自己。在葛林因為自己的失誤而受重傷時、讓她更是悔恨自己是帶來不幸的人。所以在自己因為失去信心而沮喪時，也多次受到阿波羅的幫助。
第1話中，合體後、因為葛林身負重傷，造成心理創傷因而無法發揮實戰能力、第11話以後，因為阿波羅、希烏斯、西薇亞一個個活躍著，讓事情有了轉機、在太陽戰機遭到重創時，用月亮戰機緊急合體成月亮機械天使並且使用「三位一体火炎爆雷破」擊退音翅。最後在亞特蘭提亞決戰中，以強攻型機械天使，使出「不幸斷絶拳」打倒音翅。
OVA版中、她是由背叛人類“史柯魯皮歐斯”轉生而來並且被頭翅利用讓阿波羅受傷及追殺希薇亞。
理娜·倫（聲：佐藤裕美（日本）；黃珽筠（台灣）；魏惠娥（香港））
靈性很強、能把人心以光環的的形狀和色彩來加以感覺的DEAVA預言者。年齡不詳。
眼睛看不見但擁有超視力。雖然不是透過光的反射來看見事物，但卻能透過超感覺來認識整個空間和物質（對於阿波羅的印象就是用很偏頗的主觀來看事物）。能夠聽見動植物和自然的“聲音·歌”來加以交流。平常時坐在輪椅上來移動。
在自己的房間中養著鯰魚，床上也放有鯰魚的娃娃。
也許因為害怕自己而隱藏自己的能力。在滿月時，會有不知道自己在做什麼的時候，也有認為那時自己恐怕在勤於吸血的發言。在吸血時，會將生命源加以吸收、之後能明白她能因此而做出瞬間移動、這個瞬間移動也能讓她在人間和亞特蘭提亞間移動。
在TV版中搭過兩次機械天使。有一次讓太陽機械天使發出銀色光芒、而被叫作銀色機械天使。這時全身是不是散發出像是生命源的東西是個謎、但卻可能透過吃掉神話獸而回復機械天使的損害。
於續篇EVOL中，暗示其12,000年後的轉生為克蕾雅·多露西娜。
繼美·羅森美爾（聲：日笠山亞美（日本）：黃珽筠（台灣））
笨拙且動作遲緩的天真爛漫的少女。15歲，是名巨乳眼鏡娘。擅長修理機械、也是名機械御宅族。
興奮時，心跳會加快，並且因此會讓週遭引起爆炸。由於這個力量而被週圍的人所中傷，因此相當討厭自己。對於經常照顧自己，還擁有自己所沒有的能力的麗花有著會被人誤會是同性愛的好感。然後也因為和純有著喜歡機械的共通點，所以關係很好而且經常在一起。
她的引爆能力和純心靈照相能力合體就能使出叫作「逆念寫爆破」的合體技。對於純喜歡她的事情並沒有注意到。結尾時，透過機械天使使出「爆愛無限光」、擊破亞特蘭提亞的結界。
李純（聲：阪口大助（日本）：李明幸（台灣））
14歳。頭腦相當好、是個足以威脅國家中央機關的天才駭客（據他所說，即使是國家最重要機密事項的安全系統對他來說就像是「破網」一樣、反而還可以藉此進入知道訊息）。對於機械方面也相當強、經常和繼美一起修理東西。有著聊到什麼就能滔滔不絕說明的博學。
擁有心靈照相的能力，不知為何無法跑出影像、而是必須透過膠卷和數位畫面才可投射出影像。
超級御宅族，電腦上面放有美少女遊戲的人物模型（不過能動而且也能出聲）。特別是第18話中的各人的Cosplay就是他的提案。不過故事中，無論是誰都沒有對這些模型吐槽過。
第15話的最後，出現和皮耶爾一樣的「合体依存症」的症狀。這個事情並沒有明講、但在數次的次回預告中都會發作。
喜歡繼美。但悲哀的是沒有成為機械天使一軍成員在亞特蘭提亞決戰中出場。
庫魯特·庫利克（聲：朴璐美（日本）：林谷珍（台灣））
雙胞胎，庫羅耶的弟弟。14歳。
擁有心靈感應的能力、在和庫羅耶一起時，也是最能發動能力的時候。不但臉和聲音和姐姐很像、個性也都相當酷。喜歡狗。在知道姐姐喜歡上花花公子的皮耶爾時大受打擊。
雖然是一軍成員，但因為戰鬥力太差而被傑洛姆阻止他出擊。所以搭乘機械天使的次數也是最少的。主要負責司令部的操作員業務及操縱運輸機。
庫羅耶·庫利克（聲：朴璐美（日本）：黃珽筠（台灣））
庫魯特的姐姐。14歳。
除了喜歡貓這一點外，和庫魯特都差不多。個性相當認真耿直、不過卻是個美人、本人曰：「不會接近男人」。
但第18話中卻喜歡上皮耶爾、然後對於以前皮耶爾不把自己當作女人的事情感到相當不安。從那集以後對皮耶爾多少會表現得相當積極、皮耶爾也接受她的心意而成為戀人。最後為了皮耶爾，做了水果蛋糕、但卻遭種子型神話獸攻擊而昏倒。於是皮耶爾為了救她而出擊。
第9話中，當大部分成員因為作夢而被困在夢境成為植物人時，她因為不眠症而沒事。所搭的戰機為月亮戰機。
葛林·安達林（聲：風間勇刀（日本）；李景唐（台灣））
在元素人學校中，經常和席魯斯和麗花一起搶第一名的優等生。17歳。個性溫柔且喜歡麗花。在初次機械天使合體實戰訓練中搭乘太陽戰機、但因為中彈而身負重傷、陷入昏迷狀態。
之後就一直在DEVA總部休養，後來透過新國連軍移入堕天翅的羽毛而復活，但卻是像被洗腦般失去自己的主導意識並且成為強攻型機械天使的駕駛，最後在亞特蘭提亞決戰中恢復自己的意識，為了掩護麗花與戰翅同歸於盡而戰死。

### DEAVA
不動源（聲：石塚運昇（日本）；李香生（台灣）；盧傑（香港））
年齡不詳。為特殊機関「地球再生機構DEAVA」AQ運用部隊的司令官以及元素人學校的教官。經歷、出身等一切都是謎、被叫作神速的魔術師。
原機械天使挖掘調査團的成員，但之後行蹤不明，然後突然以DEAVA司令赴任，在最後一話時因為透露出許多對亞特藍提亞的了解，因而蘇菲亞推論他可能就是在一萬兩千年前，被消去名字的火星戰機的元素人。
他所說的許多名言都很有衝擊性、經常讓元素人們因為把他的名言當作暗示而突破困境。然後他也是變裝的高手，扮成理娜時，在他回復真面目前，都沒人注意到是他（但他解除扮裝時、只有服裝、身高和頭髮是理娜的樣子，但臉和其他顯露出來的部位卻還是原來的臉而給人一種相當詭異的感覺）。
於續篇EVOL中，以不動尊的身份登場，未知是其12,000多年後的轉生還是再活12,000多年，在结尾透露其实他就是阿波羅尼亞斯的转生。
蘇菲亞·布蘭（聲：玉川紗己子（日本）；李明幸（台灣））
擔任照護元素人學校學生的心的保健老師。27歳。另外也以教師的身分數次登場。
會將經歷數次戰鬥和接受不動司令嚴格訓練而苦惱的元素人們的心和身體加以治癒。知道各種關於機械天使的知識、也相當博學。基本上看起來似乎很忙，但有空時常常作為不動司令的茶友。另外角色設定者把她設定成超級巨乳。
強·傑洛姆·喬魯巧（聲：飛田展男（日本）；曹冀魯（台灣））
Diva AQ運用部隊的副司令官。24歳。擁有關於軍事・防衛學等數個博士稱號、還會13國語言。
因為輸給不動司令而相當努力表現、但老是都失敗。第1集中就被席魯斯反抗、從此以後就變成老是都很倒楣的模樣。
但後半段，不動司令不在時，表現得相當英明果斷、將他以前搞笑的形象加以掃除掉，但是在下一刻就因種子型神話獸的攻擊而倒地。

### 堕天翅族
聖天翅·頭翅（聲：森川智之（日本）；林谷珍（台灣））
堕天翅族的前線指揮官。外表是個年輕的美青年男性，也是12,000年前阿波羅尼斯的未婚妻。但因為相信阿波羅尼斯親近人類是被人類（賽利安）所籠絡、於是對人類相當輕視和憎恨。但在看到機械天使和堕天翅之戰，和阿波羅們有關係後、讓他的心中產生奇妙的變化。
最終話中、因為希薇亞的介入看到關於賽利安的記憶和回憶、而知道阿波羅尼斯的心願是要讓堕天翔族和人類共存、因此對於無法理解阿波羅尼斯的心願和人類的弱點的事情感到懊悔、於是與繼承他意志的「太陽羽翼」的阿波羅和希烏斯一起要拯救世界而決定成為人柱。
於續篇EVOL中，被判明其12,000年後靈魂的黑暗部份轉生為未影·神呂木，並且帶著過去所有的記憶以及發現阿波羅並非阿波羅尼亞斯轉生的恨意展開復仇。
音樂翅·音翅（聲：兵藤麻子（日本）；詹雅菁（台灣））
美女堕天翅。有四個眼睛（上面兩個眼睛因為平常時是閉著，所以只能看到眉毛）。
會用左手撫摸翅膀而從翅膀那裡彈奏出美妙的音樂。但那個音色會因為不同的彈法而有讓人抓狂、操控氣象等恐怖的能力。是現在頭翅的戀人、但嫉妒心也很強。
最終話中搭乘被頭翅捨棄的「捷路畢姆・ヴェルルゼバ」而去襲擊希薇亞，但被麗花、皮耶爾、理娜的強行型機械天使所阻止，並且被麗花的「不幸斷絕拳」撃墜而戰死。
老賢翅·夜翅（聲：青森伸（日本）；曹冀魯（台灣））
負責這個世界的黑暗、有著像是蝙蝠翅膀的最長老堕天翅。
能夠產生出擁有特殊能力天翅們的開發成員之一。
因為明白自己的生命所剩不多、於是希望要讓成為人類生命源的普拉那能源盡可能拿回到亞特蘭提亞、並且復活這個城市。
老戰翅·兩翅（聲：矢尾一樹（日本）；李香生（台灣））
体型像是蟲一樣而且有著相當劍術實力的戰鬥型堕天翅。性格非常好戰、把頭翅視為對手。
擁有専用的捷陸畢姆兵「捷陸畢姆・イスキューロン」。
在亞特蘭提亞決戰中，始終都壓制著葛林率領的新国連軍、後來葛林犧牲自己自爆而讓他戰死。
原型翅·鍊翅（聲：石塚運昇（日本）；林谷珍（台灣））
被說是擁有神之指、擁有把自己作的人物模型加入神話力、而變成神話獸能力的堕天翅。耳朵旁有羽毛。
怪力翅·剛翅）
有著巨大到長到腳部的手腕的大型堕天翅。有著長到尾巴處像是鬍子的羽毛。
小天翅·雙翅（聲：川上倫子（日本）；李明幸（台灣））
堕天翅族最後的小孩天翅。腳上有翅膀。因為是最後的孩子、所以都不會遭到墮天翅們的苛責、讓他的個性變成天真無邪但卻相當自我的性格。
因為想和「太陽羽翼」遊玩（想要戰鬥），於是以「用捷陸畢姆兵將人類虐殺掉」的理由來進行激烈的行動，但不久就被捕抓並且遭人類所殺死。
情報翅·智翅（聲：小西克幸（日本）；李景唐（台灣））
有著像是人面獅身像的造型、負責提供智慧和情報收集的堕天翅。以不同色的兩個身體構成一個人。也負責雙翅的教育、但卻無法對他加以苛責。
詩翅
詳細請參閱「席魯斯·朵·艾利西亞」

### 其他
巴倫（聲：千葉進步（日本）；曹冀魯（台灣））
和阿波羅一起生活的夥伴之一。也是他給阿波羅名字。被收穫獸抓走、而植入生命之樹中。之後為了破壞防守DEAVA的結界、而把他關入有炸彈的籠子中並且送入結界中、讓他在阿波羅眼前被炸死。
曾多次出現在阿波羅的回憶裡。
小不點（聲：吉田真弓）
阿波羅一起生活的夥伴之一。就如她的名字一樣、是個身材矮小的女孩子。和馬吉、鼻水仔、眼鏡仔一起被叫「小不點們」。
馬吉（聲：戶田真衣子）
阿波羅一起生活的夥伴之一。
鼻水仔
阿波羅一起生活的夥伴之一。就如他的名字一樣、老是流著鼻水。
眼鏡仔
阿波羅一起生活的夥伴之一。就如他的名字一樣、戴著眼鏡。

## DEVEA的兵器

### 亞庫艾里翁
「亞庫艾里翁」是本作登場的巨大人型機器人。由三台形狀不同被叫作「Vector Machine」的戰機加以「合体」成三種不同造型。另外也有量產型的「強攻型」存在。
身為設計者的河森正治自己公開說、上述的合體的理念是要向蓋特機器人致敬、並且無視本作構造上的不可能而要實現「完全變形・完全合体」的想法（但事實上卻造不到，本作唯一的可變形玩具最後只有萬代的DX超合金，卻有不少額外配件要裝上及拆下，被玩家們投訴，更於發售時因銷量不佳而要大幅度降價販賣）。河森以前在用紙作蓋特機器人時、無法再現變形和合體，於是想到「有天要來作看看」而成為本作的原點。雖然這樣講，但實際上和蓋特機器人號是完全不同的構造（上半身下半身由兩台合體成一個人型、剩下的一台合體成背部，可以說第三台機體是可有可無的。）。每台Vector Machine的造型都很美麗，分離時的的確確能看出比蓋特機器人號更為進化的設計。但構造上，合体時因為無法改變背部沉重（占全重量的1/3）的事實，所以說是獨立於蓋特機器人號和同樣的玩具則是有點困難，實質玩具上如不用上支架支撐的話幾乎是站不穩，更勿說要擺出不同造型。
因為這樣的緣故，河森當初就很熱切希望就這樣依據作中的構造而加以玩具化，於是用乐高积木作出試作品並且拿到本作的贊助商萬代那邊給他們看。因為對於它的高完成度印象深刻，於是萬代的人員在他的協助下，和動畫製作同時期製作出超合金模型，而大致完成如印象般的亞庫艾里翁。亞庫艾里翁的可動部位因為相當多使得它的變形自由度比想像的高，而遊玩超合金試作品的河森反過來發現新的型態，也似乎有讓這個型態在動畫中登場，而「強攻型亞庫艾里翁」的ARMAGEDDON形態、AssaultWalker這兩個型態也是因為這樣的過程而在動畫中登場。之後「強攻型亞庫艾里翁」也以DX超合金模型身份加以商品化，而且還附送有無限拳用的輔助模型。玩具上最後因設計不佳，以及擁有多項缺點，例如不能獨自站立，外型古怪（其中一些手臂過短，一些卻手臂過長），需要額外配件才能變形合體，造不到原本概念中的完全變形等等，最後曾數次把定價降低來出售。雖然河森正治說亞庫艾里翁的設計是要向蓋特機器人致敬，但與之相比，亞庫艾里翁的設計過於簡單，甚至連蓋特機器人最基本的三位一體概念（事實上只需兩台已可合體）都做不到，在推出後被大量動漫迷們唾罵，指出其是對蓋特機器人的侮辱，可以說是河森正治的機械人設計生崖中的最大敗筆。

### Vector Machine
三台Vector Machine並沒有特定的駕駛員、會因應狀況而從元素人之中選出駕駛員。
太陽戰機（Vector Sola）
從古雷塔島海洋的海底遺跡發現的戰機、為「Vector Machine」中的一台。特性是可讓搭乘的元素人（駕駛員）的「氣」和「特異功能」增強。機首的兩旁武器為二門光束砲。大部分由阿波羅駕駛。
月亮戰機（Vector Luna）
特性是可讓搭乘的元素人的「感受性」和「回復力」增強的Vector Machine。從西薇亞開始、大多由女元素人駕駛。
火星戰機（Vector Mars）
特性是可讓搭乘的元素人的「智力」和「作戰指揮能力」、「思考力」增強的Vector Machine。機首和翼部總計有四門光束砲。大部分由希烏斯和皮耶爾駕駛。

### 亞庫艾里翁基本3形態
由搭乗各戰機駕駛員的精神在加以同步後、一起念出「念心合体、GO！亞庫艾里翁！」然後排出陣式（陣式的名稱也會由各駕駛員來加以決定、但共通點都是排成三角形飛行）來開始合体。這時，所有人會有暫時性的恍惚狀態（即是「好舒服」的狀態）。
必殺技的自由度相當高、也沒有特定的必殺技。因此能使出像體術或劍術等各種能力（所以時常的狀況和自己的情緒也會跟著變成能源）。
太陽亞庫艾里翁（Sola Aquarion）
（上半身：太陽 下半身：火星 背部：月亮） 全高48m／重量88t
能夠引出元素人格鬥能力且重視攻撃力的形態。可說是擁有最強的攻撃力。與其他形態相比，對元素人能力的増幅程度更高、當太陽羽翼打開時更能發揮出它的力量。另外也會增加它的物理防御力。只要得到擅長劍術的元素人之力就能使出太陽劍。必殺技分別有、阿波羅使出的「無限拳（むげんパンチ）」、阿波羅和皮耶爾使出的「火燄神拳」等。順便一提，也有下半身是歐美加戰機的版本。
月亮亞庫艾里翁（Aquarion Luna）
（上半身：月亮 下半身：太陽 背部：火星）
左手持有大型的弓「月亮弓」、也能放出光波手裡劍等投擲道具。擁有能操控風和波浪等自然現象的力量。當羽翼全開時，還擁有浮空能力。另外對於敵人的魔術攻撃，也能使出防御結界。必殺技分別是、麗花使出的「昇龍天雷（ライトニングドラゴン）」、西薇亞使出的「月亮弓」、「螺旋箭」。似乎可以使出月光劍、但在本編並未使用。順便一提、是劇中最初登場的形態。
火星亞庫艾里翁（Aquarion Mars）
（上半身：火星 下半身：月亮 背部：太陽）
能使用星空劍等擅長劍術的形態。與其他形態相比，速度相當快。是3形態中腳最長、重心也最高的、無論什麼樣的姿勢都能砍殺敵人。另外、對於電撃和光束等能源攻撃有很高的防御力也是特徵。必殺技分別是，西烏斯使出的「延伸劍」「嫉妒變性劍（ゼーロテュピアーグラディウス）」、皮耶爾使出的「烈火爆裂踢（ファイヤーキック）」等。

### 強攻型戰機
阿爾法戰機
新国連軍和DEAVA秘密共同開發的量產型Vector Machine的其中之一、以太陽戰機為原型。在植入墮天翅的羽翅後、能力異常強化而由元素人駕駛。機首的中央部分、裝備有Impact加農砲。
OVA版中、成為DEVEA的主要戰力。擁有合體功能、由於和原裝版也能合體成功所以他們的合體結構似乎和原版版一樣。
戴爾塔戰機
以月亮戰機為原型的量產型Vector Machine。駕駛室裝備有能使用墮天翅羽翼的操縱裝置。裝備有2管30mm攻擊型彈莢。
歐美加戰機
以火星戰機為原型的量產型Vector Machine。和戴爾塔一樣、駕駛室同樣裝備有能使用墮天翅羽翼的操縱裝置。

### 強攻型亞庫艾里翁基本3形態
阿爾法亞庫艾里翁
（上半身：阿爾發 下半身：歐美加 背部：戴爾塔）
使用巨大的Impact加農為武器的形態。可以用堕天翅羽翼發射出PSG量子反應砲。
戴爾塔亞庫艾里翁
（上半身：戴爾塔 下半身：阿爾發 背部：歐美加）
能從兩手腕部連射飛彈的形態。兩腕裝有槍彈莢、也能夠把它們當作拐棍一樣使用。
歐美加亞庫艾里翁
（上半身：歐美加 下半身：戴爾塔 背部：阿爾發）
雙手以30mm攻擊型槍彈莢為武器的形態。也可能使用頭部的二門格林機槍。

### 亞庫艾里翁及強攻型亞庫艾里翁的特殊形態
太陽月亮亞庫艾里翁
能把自己的手腕拿掉來移動太陽亞庫艾里翁的身體、背部的月亮則是頭部和手腕所組合的特殊形態。不但有著太陽的力量、也能使用麗花的拳法和弓箭攻撃。由麗花所命名（命名瞬間，還讓皮耶爾發出驚嘆聲）。
高次元合體亞庫艾里翁
三個元素人的心・体・魂同步而合体、然後從亞空間召喚質量而變巨大的太陽亞庫艾里翁。必殺技為三位一体的「超3D無限拳（こうじげんむげんアタック）」。
莉娜用亞庫艾里翁
因為理娜的普娜拉能源吸收能力，而閃耀白銀光芒的太陽亞庫艾里翁。必殺技為「吸血銀色十字架」。
妄想型亞庫艾里翁
由從異空間衝出來的捷陸畢姆兵與席魯斯駕駛的火星戰機加以合体、而變成設計相當簡單的火星亞庫艾里翁。但和通常以3DCG描繪的機械天使不同的是，是用2D來描繪。
亞庫艾里翁 Angel
（上半身：歐美加 下半身：月亮 背部：太陽）
由於希烏斯的背叛而失去火星戰機、於是讓本來沒有預計要和原版Vector Machine合體的強攻型歐美基戰機加以合体成功而出現的機體。合体時的口號為「緊急合体」。能叫出劍柄部分為黑色的星空劍。必殺技分別是，西薇亞的「哀天使劍（かなしみのエンジェルソード）」、繼美的「爆愛無限光」。
強攻型亞庫艾里翁・ARMAGEDDON形態
由歐美加亞庫艾里翁變形成的六足歩行形態。上部裝備有衝擊加農砲、能發射出最大出力的PSG量子反應砲。
強攻型亞庫艾里翁・AssaultWalker形態
由阿爾發戰機變形而成、擁有飛行形態和機器人形態兩個特徵。外表和河森的另一部作品VF-1女武神的GERWALK形態很像。
強攻型阿爾戴爾塔亞庫艾里翁
只存在於設定中而未在本編登場。基本因為和太陽月亮的合体模式相同、所以被認為和太陽月亮同樣的威力。
雙機合體
OVA版中出現的型態，阿波羅為了阻止逃走的西薇亞，強制將兩架Vector直接以連結部進行合體，因為構造不完全無法變成亞庫艾里翁仍以Vector的型態行駛。

## 墮天翅族的兵器
捷陸畢姆兵
墮天翅族派出的人型兵器。長長的手腳和尖銳的爪子是特徴。頭部能發射光束。速度相當快、能用無法猜測的行動來擾亂亞庫艾里翁。有各種形態，也有用特殊能力來攻擊。有時會有墮天翅或靈魂進來駕駛。
捷陸畢姆・BlumenBlood
有著像花朵般的頭的捷路畢姆兵。由於傳送頭翅的靈魂而讓他的力量更加發揮出來。
神話獸
堕天翅族使用生命之樹之力而產生出來的對人類攻撃用兵器。有著各種造型和能力。其他還有以較小型的神話獸「小型獸」。
收穫獸
為了吸收生命源而補抓人類的神話獸。有著像是雙髻鯊的巨大頭部、會從腹部發射光線來將人類加以吸收抓走。
Xibalba
神話獸之一。有巨大的爪子、爪子也能變成鑽頭狀而在地底作高速移動。可以分離出無數的刺像是誘導彈一樣來攻擊。
月亮捷陸畢姆
由頭翅給予「月亮」之力的捷陸畢姆兵。擅長計算和敵人的距離、來避開攻撃後、發射電撃彈來加以攻擊。
Antikhton
有著正十二面体的構造、表面上無法確定有十面的有著神聖幾何學模様的神話獸。看到它時，會因為歪曲掉自己的認識構造而加強自己的負面感情。
Grave捷陸畢姆
有著非常堅硬的裝甲、而能彈開所有攻撃的重量級捷路畢姆兵。有著鑽頭狀的手、除了能使出強力的拳擊、也能使用像是飛彈的飛行攻擊。
泰塔尼亞
能產生夢的神話獸。被它的夢囚禁的人會一直沉睡著而持續吸收普拉那。
捷陸畢姆・イスキューロン
錬翅從神話中複製而作成的兩翅専用捷路畢姆兵。設計成能接受兩翅的強力力量、鎚子狀的手腕一擊能生出可怕的破壞力。然後它的身體也能分離、所以也擅於回避和攻撃。
捷陸畢姆・シュルルクベラ
頭翅和音翅駕駛的捷陸畢姆兵。有著複座式的駕駛艙、有著無法從那美麗的樣貌想像出來的快速攻擊。取下它腰部的裙子部分、能用來作為雙劍攻擊。
軍霸&混軍霸
2体能變為1体的特殊神話獸。如果打倒其中之一，其心臟會瞬間轉到另一個身上而有著可說是不死的身體。因此不同時打倒兩個的話就無法擊敗它。
黑理娜
能利用元素人深層心理的「恐怖」加以實體化的鏡子型神話獸，長的像是理娜。有著鋭銳的牙齒、能將咬中的人加以吸收他的生命源。
蒙吉
以奈米為單位的超小型神話獸。因為它的小、而能侵入所有地方、可以把人類的食物加以吃光。也能夠侵食機械天使。
木乃伊亞庫艾里翁
有著像是原版亞庫艾里翁形狀的高次元量子模式、然後連合体也完全抄襲的機械天使型的神話受。當然也合體成太陽、月亮、火星三形態、並且依據不同的合體來攻擊。
捷陸畢姆・ヴェルルゼバ
由頭翅操控、最強的捷陸畢姆兵。有著比普通捷陸畢姆更高的戰鬥力和更快的速度、怎麼樣的姿勢都能攻擊・防御。能從兩個手腕出現劍、而用像是特技般的攻擊來攪亂敵人、還能因此使出一擊必殺的攻擊。和亞庫艾里翁的戰鬥相當激烈。
火星捷陸畢姆
由成為墮天翅族的詩翅（希烏斯）駕駛的火星戰機和捷路畢姆兵合体成的人型兵器。在詩翅喊出「天翅合体」後而成。活用捷路畢姆兵的速度、而能反覆使出星空劍。能用背部移動，也能由捷路畢姆兵的手腕部使出光束和尖爪攻撃。在捷路畢姆兵的部位受傷的話、還能叫出另一個捷路畢姆兵來交換（口號是「再生合体」）。
Halbe
由於詩翅（希烏斯）來到亞特蘭提亞而讓世界神話的平衡發生變化、使生命之樹作出像是雪的形狀收穫神話獸。接觸者會長出像是冬蟲夏草的花、而被吸盡生命源。因為從亞空間大門直接降落下來、使墮天翅族能在亞特蘭提亞就能大量吸收生命源。

## 用語集
亞庫艾里翁
為12000年前、由加入背叛墮天翅族的人類一方、墮天翅族中最強守護天翅阿波羅尼斯為了人類的勝利而以自己的羽翼所創造・搭乘的機械天使。當三機Vector Machine合体時、作為元素人的三人全部的感覚會加以同步而陷入恍惚（轉換）狀態。能夠透過元素人而變化其必殺技。然後、12000年前的搭乘者，分別為太陽戰機／主要操作 阿波羅尼斯・月亮戰機／防守背部 賽利安・火星戰機／負責腳部移動 史柯魯皮歐斯。
創聖紀
為因為氣候的極端異變而讓人類人口失去2/3並以此為準計算的年代。本故事舞台為創聖紀0011年。
DEAVA
為特殊機關「地球再生機構DEAVA（Division of EArth Vitalization Advancement）」。是新国連為了對抗墮天翅族而設立的組織。基地内、擁有要養成元素人和他的候補者們的「元素人學校」。
元素人
為了能夠使用亞庫艾里翁而所選拔出來在十歲之後的少年少女們、也有因問大異變後的電磁場變化而讓特殊能力覺醒的人。透過他們的活體場能夠擋住墮天翅族的催眠攻撃。會選擇這些年輕人、是因為要要求亞庫艾里翁的駕駛員要有敏銳的感覺和純粹的靈魂所致。
墮天翅族
頭和背後等、身體一部分擁有像是羽毛狀的器官、也是擁有比人類們更多高度性知覺和特殊能力的族群。因為人類「沒翅膀」而看不起他們。因為大異變而從12000年的睡眠中覺醒。為了取回亞特蘭提亞而使用捷路畢姆兵和神話獸（收穫獸）將人類抓起來、來製造收集活體能源「普拉那」。然後要利用「太陽羽翼」之力來讓生命之樹進化、企圖讓亞特蘭提亞以墮天翅之都身份復活。
堕天翅只能根據外表的性別來分男女，卻沒有抑制自己愛情的習慣存在。所以就算是同為男性的頭翅和阿波羅尼斯、孕育出愛情也不是什麼稀奇的事情。
然後「墮天翅」主要是人類所稱呼、也有他們稱自己為「天翅」為天翅的時候。另外一部分人類也會稱他們為「有翅膀的」來表示對他們的輕視。
亞特蘭提亞
為過去有著高度文明的墮天翅族的居住地、被南極之冰所封印著。在上下相反的美麗街道中、有著農場和作為中心的「生命之樹」並且把抓到的人類種在那裡、然後產生的生命源會被堕天翅族的羽毛所吸收。因此讓墮天翅族可以不用「吃飯」。
無限拳（むげんパンチ）
亞庫艾里翁的代表作必殺技之一。來自河森正治的興趣新體道的天真思想所命名。
在太陽亞庫艾里翁狀態下、由頭部的阿波羅喊出「無限拳！」的聲音並且同時揮出右手、從亞庫艾里翁手中伸出拳頭向對手攻擊。
射程距離相當長、第6話初登場時，可以從地上將敵人打到月面上。之後以阿波羅駕駛的太陽亞庫艾里翁的得意技身分多次出現。作為發展技、也有從兩手放出的「無限交差拳（むげんクロス）」・從三方向攻撃的「超3D無限拳（高次元無限攻擊）」・處罰用的「無限叱責掌（むげんビンタ）」・用自己的力量拉近被破壞大地的｢無限合體拳（むげんがったいけん）｣等攻擊技登場。
和一般的金剛飛拳的性質很像、不能說不是有線式的金剛飛拳、但這個攻擊技因為是從自己手腕伸出來而有大大的差別。
在作品官網中、有柳田理科雄依據現實的物理法則來做科學性的考察（在之後的空想科学讀本第5巻也有介紹）。
合体依存症
元素人特有症状。為對亞庫艾里翁合体時的快感有中毒狀態。作中皮耶魯就有出現這種症狀（李純也能看到有這種徵兆）。
生命之樹
位於亞特蘭提亞，也是地球支柱的巨大樹木。堕天翅族企圖利用亞庫艾里翁和生命之樹作出屬於堕天翅的世界（本來依墮天翅族的力量、要消滅人類是相當容易的事情，但如果人類消失的話連普拉那也會跟著消滅、而會讓墮天翅族也會因消滅。因此要利用亞庫艾里翁和生命之樹達成不用依賴人類的理想鄉的目標）。最終，因為對於堕天翅族的亞庫艾里翁考慮錯誤而讓生命之樹崩壞。
生命源
墮天翅族的生命之源。但他們也不得不從所厭惡的人類身上採收這種能源。此外除了墮天翅族外也有人可以吸收這種能源、像是作為人類的理娜就能吸收生命源那和放出它。還能因此讓亞庫艾里翁（暫時性）進化和也能透過侵食使亞庫艾里翁能夠被加以修復。
創聖合体
由阿波羅・希烏斯・頭翅合體成太陽亞庫艾里翁並且巨大化後成為閃耀出黃金色光芒的太陽羽翼。因為這個合體、能夠拯救地球而使這三人成為新的生命之樹的犧牲品。因為原本由堕天翅族阿波羅尼斯所創造並且和賽利安等人類一起搭承、所以3機的其中1機、在由堕天翅族搭乗後、如果墮天翅族和人類不能互相信任就無法成功合體、在西薇亞將賽利安的記憶和意志傳給這三人後、才讓他們第一次信任對方而成功。
無限合體拳(むげんがったいけん)
由成為能夠發出金色光芒的太陽之翼的太陽亞庫艾里翁為了拯救地球所施放的最後必殺技。使用無限拳朝地球上打進去而可作為楔子止住大地、並且從腳部發出光芒遮蓋整個地球，來代替枯萎的生命之樹。由於使出這個必殺技必須要犧牲三個駕駛、因此讓阿波羅、希烏斯及頭翅三人為了拯救地球而自願犧牲自己。

## 工作人員
- 原作：河森正治、SATELIGHT
- 企畫：永田勝治、好木裕貴、原戶洋一、竹内淳、佐藤道明
- 製作人：岩崎篤史、峰岸卓生、服部洋之、里吉純、葛西励
- 導演：河森正治
- 副導演：所智一／菊地康仁（OVA、劇場版）
- 亞庫艾里翁造型：八木下浩史
- 系列構成：大野木寬、河森正治
- 劇本：大野木寬、高橋奈津子、岡部雅子、杉原由美子、河森正治
- 角色原案：金田榮路
- 角色設定：藤川太
- 電腦設計：OKAMA
- 亞庫艾里翁設計：河森正治
- 機械設定：高倉武史
- 造型圖解設定：佐山善則
- 設計協力：宮武一貴
- 客串角色設定：入江篤
- 美術監督：太田大
- 色彩設計：中山久美子
- 攝影監督：前田洋志
- 編集：竹内康晃
- CG監督：小林謙一
- CG動畫監督：井野元英二
- 首席3D動畫：井野元英二、原田丈
- 音樂：菅野洋子、保刈久明
- 音響監督：三間雅文
- 音響效果：倉橋静男
- 音樂製作人：佐佐木史朗、太田敏明
- 音樂製作：JVC Entertainment/Flying DOG、Borderline
- 音樂錄音：伊藤将生
- 動畫製作：SATELIGHT
- 製作：Project AQUARION（Media Factory、Hakuhodo DY Media Partners、東北新社、萬代）、三共企劃（劇場版）

## 電視動畫

### 主題曲
片頭曲
- （第3話 - 第17話）

作詞：岩里祐穗／作曲、編曲：菅野洋子／歌：AKINO
- 《Go Tight!》（第18話 - 第25話）

作詞：岩里祐穗／作曲、編曲：菅野洋子／歌：AKINO
片尾曲
- （第2話 - 第13話、第15話 - 第24話）

作詞：Gabriela Robin／作曲、編曲：菅野洋子／歌：牧野由依
- （第14話開始）

作詞：岩里祐穗／作曲、編曲：菅野洋子、保刈久明／歌：AKINO
- 《Celiane》（第25話開始）

作詞、歌：Gabriela Robin／作曲、編曲：菅野洋子

### 各集標題
| 話數 | 原文標題 | 中文標題         | 腳本              | 分鏡                 | 演出           | 作畫監督               |
| ---- | -------- | ---------------- | ----------------- | -------------------- | -------------- | ---------------------- |
| 1    |          | 天翅的記憶       | 河森正治          | 河森正治             | 所智一         | 入江篤 藤川太          |
| 2    |          | 黑暗怪獸         | 河森正治          | 赤根和樹             | 菊地康仁       | 結城信輝               |
| 3    |          | 元素人學校       | 河森正治          | 所智一               | 鹿島典夫       | 米本亮                 |
| 4    |          | 光腳的戰士       | 河森正治          | 田中孝行             | 田中孝行       | 神戶洋行               |
| 5    |          | 地下迷宮之王     | 大野木寬          | OH SEUNG HYUN 所智一 | KIM YOUNG CHAN | LEE JONG HYUN 柳野龍男 |
| 6    |          | 思念的遠方       | 河森正治          | 山中英治             | 友田政晴       | 谷口守泰               |
| 7    |          | 真紅的薔薇騎士   | 大野木寬          | 所智一               | 工藤進         | 渡部裕子               |
| 8    |          | 初次的合體       | 岡部雅子          | 田中孝行             | 田中孝行       | 鷲田敏弥               |
| 9    |          | 夢的秘事         | 大野木寬          | 佐藤英一             | KIM YOUNG CHAN | LEE JONG HYUN 柳野龍男 |
| 10   |          | 空中星 地上花    | 岡部雅子          | 菊地康仁             | 菊地康仁       | 渡部裕子               |
| 11   |          | 水底的幸福       | 杉原由美子        | 鹿島典夫             | 鹿島典夫       | 米本亮                 |
| 12   |          | 琥珀之時         | 大野木寬          | 菊地康仁             | 菊地康仁       | 山崎秀樹               |
| 13   |          | 一萬兩千年的情書 | 大野木寬          | 河森正治             | 所智一         | 入江篤                 |
| 14   |          | 發光的影子       | 黑河影次          | 白河明次             | 田中孝行       | 鷲田敏弥 山崎秀樹      |
| 15   |          | 初戀的亞庫艾里翁 | 大野木寬          | 山中英治             | 友田政晴       | 武本大介               |
| 16   |          | 黑色的鏡子       | 高橋奈津子        | 小寺勝之             | 啟一           | 藤川太                 |
| 17   |          | 想要吃，合體     | 河森正治          | 鹿島典夫             | 鹿島典夫       | 米本亮                 |
| 18   |          | 靈魂的玩家       | 河森正治          | 田中孝行             | 榎本守         | 小美野雅彦             |
| 19   |          | 卑鄙的惡作劇     | 大野木寬          | 小寺勝之 宇都宮理    | 菊地康仁       | 宇都宮理 高橋裕一      |
| 20   |          | 天使的翅膀聲     | 高橋奈津子        | 山中英治             | 友田政晴       | 武本大介               |
| 21   |          | 紅之路           | 高橋奈津子        | 山崎隆               | KIM YOUNG CHAN | LEE JONG HYUN 柳野龍男 |
| 22   |          | 看不見的羽翼     | 大野木寬          | 殿勝秀樹             | 殿勝秀樹       | 入江篤                 |
| 23   |          | 翅膀虛幻         | 大野木寬          | 所智一 殿勝秀樹      | 所智一         | 山崎秀樹               |
| 24   |          | 天空的入口       | 高橋奈津子        | 山崎隆               | 鹿島典夫       | 鷲田敏弥               |
| 25   |          | 決戰亞特蘭提亞   | 大野木寬          | 菊地康仁             | 菊地康仁       | 渡部裕子               |
| 26   |          | 世界的起始之日   | 大野木寬 河森正治 | 河森正治             | 菊地康仁       | 藤川太 入江篤          |

## OVA
設定上是原作的平行宇宙，即擁有原作相同的人物但各方設定都有調整，於後篇最終時回歸原作並以旁白表明，標題開頭也改為「創星」。
- 前篇《創星的亞庫艾里翁 －背叛之翼－》
- 後篇《創星的亞庫艾里翁 －太陽之翼－》

### 主題曲
片頭曲
- 《素足》

作詞：岩里祐穗／作曲、編曲：菅野洋子／歌：AKINO from bless4
片尾曲
- （同電視動畫片頭曲）

## 劇場版
《劇場版 亞庫艾里翁》，由「創星神話篇」與「壹發逆轉篇」兩部分所構成：
- 創星神話篇：以OVA版為基礎。
- 壹發逆轉篇：全新製作。

## 漫畫

### 《創聖的亞庫艾里翁 ～未來神話～》
在「月刊Dragon Age」（富士見書房）2005年5月号連載到9月。作畫為高嘴政宗。
基本設定以動畫版為準、但故事則是原創。阿波羅和希烏斯等元素學校一軍成員出場次數相當少，主要在支援二軍成員。然後、漫畫版的原創必殺技「亞庫艾里翁之劍」也有登場。

#### 登場人物
神城搖
漫画版主角。擁有能夠讀取未來的元素能力。由於姐姐被墮天翅族所殺、為了報仇而想要搭乘亞庫艾里翁。有著對於有困難的人無法不幫忙的性格、數次救出陷於危機的謝莉爾。雖然自己的能力尚未覺醒、但因為他的元素能力使他猜拳從未輸過。
亞雷克塞・斯密寇諾夫
同樣擁有能夠讀取未來的元素能力。由於妹妹堕天翅族被墮天翅族所殺、為了報仇而想要搭乘亞庫艾里翁。因為在二軍中擁有最好的成績，而被其他二軍成員們稱為「天才」。但是、本人說自己幾乎沒用到元素能力、而是透過努力才有這樣的成就。
謝莉爾・賽亞拉
擁有能夠認識對手的妄想的印象並且把這分妄想從記憶中消掉的元素能力。有著穿著迷你裙直接坐在地上而被主角看到內褲等不用心的一面。
湯馬士
擁有飛毛腿的元素人。被選元素人候選者，然後在考試中因為主角的能力而敗北，但卻還是及格過關。

### 《創聖的亞庫艾里翁 〜虛空的天翅〜》
在網路漫畫誌（Flex Comix）上從2009年1月6日開始連載到2011年12月6日，共29回。與TV版的設定・發展有所不同，而為平行世界的故事。原作是河森正治・SATELIGHT、作画為淺川圭司。

#### 各冊標題
- 1巻分別收錄：第1話「天翅の記憶」、第2話「求めし者」、第3話「想い彼方へ」、第4話「38万kmの拳」。
- 2巻分別收錄：第5話「希望と絶望の匣」、第6話「裸足のせんし（前編）」、第7話「裸足のせんし（後編）」、第8話「サマータイム―少女達の決意―」、第9話「新・琥珀の時<太陽>」。
- 3巻分別收錄：第10話「新・琥珀の時<月>」、第11話「魂のコスプレイヤー」、第12話「怒れる音楽翅」、第13話「本当の自分」、第14話「三本の矢」。
- 4巻分別收錄：第15話「使者来たる」、第16話「新国連軍と地球再生機構」、第17話「トライアングル・ハート」、第18話「未来を託されし翼」、第19話「未来からのラブレター」、第20話「崩壊の境界」。
- 5巻分別收錄：第21話「来襲、黒衣の軍団」、第22話「プライド」、第23話「赤と灰色」、第24話「星の拳」。
- 6巻分別收錄：第25話「予兆」、第26話「決戦、アトランディア」、第27話「クロスファイア」、第28話「異世界からの使者」、最終話（第29話）「虚空の天翅」。

#### 登場人物
尼斯‧潘朵拉(ニース・パンドーラ)
本作唯一原創角色。在以TV版故事為基礎、而以尼斯為準下而展開了不同的故事。
1巻結尾中，因為無限拳打到月亮的衝撃造成時空扭曲、並且隨著時空洞穴的開啟而出現了一名搭乘著黑色Vector戰機的謎之少女。
2巻開頭中，由新國連軍開始研究像是太陽戰機的黑色Vector戰機、另一方面一位喪失記憶的人因為不動GEN的能力而說出了尼斯‧潘朵拉的名字。2巻結尾中，尼斯在與頭翅接觸後、頭翅大叫出「你!!為什麼!? 這是什麼樣的記憶? 你應該是不存在的!!」、並且讓取回部份記憶的尼斯也大叫出「哥哥!!!」。這個尼斯，有可能是從前一個世界穿越時空而來的頭翅的妹妹、並且也能解釋兩個世界有相通，或是從尼斯一開始就不存在到的事情來看，有可能被移植了頭翅的記憶，也有可能是尼斯所在的世界已經在一萬兩千年前已經滅亡。
3巻開頭中，由於成功分析出黑色Vector戰機的技術而可以量產該機体、這時的黑色Vector戰機也可以知道相當於TV版「強攻型」戰機。
4巻中盤，在尼斯之前的世界裡，因為施放出無限合體拳的阿波羅・希烏斯・頭翅，讓強攻型黑色Vector戰機可以超越時空、並且從頭翅所說出的「相愛的人是不會被分開」台詞來看，其目的正是要讓他們避開像是TV版一樣的自我犧牲的結局。4卷結尾中，尼斯對新国連軍說出「把我交給…你們吧…」、這時的尼斯即相當於TV版的「小天翅・双翅（フタバ）」。
5巻開頭中，音樂翅・音翅（オトハ）被活捉、5巻結尾中，音翅與盡可能收集強攻型戰機素材的尼斯一起來到新国連軍的基地中。
6巻開頭中，尼斯稱黑色Vector戰機為「Black Vector戰機」。6巻中盤中，與亞特蘭提斯決戰最高潮中、葛林、尼斯與音翅搭乘的強攻型戰機登場。6卷結尾中，尼斯集合Black Vector戰機超越時空來到前一個世界，幫助創聖亞庫艾里翁使出元素人們的所有力量、讓施放出無限合體拳後的阿波羅・希烏斯・頭翅從創聖亞庫艾里翁被傳送到地面上、自己則代替他們犧牲而被埋入地下。結局、沒有任何人可以避免成為犧牲品、於是大家發誓要救出尼斯下讓整個故事因此閉幕。

## 小說
《創聖的亞庫艾里翁 天翅篇》
在「月刊DRAGON MAGAZINE」中有連載本作的小說版。由角川Comic Dragon Jr.（富士見書房）於2005年12月刊行。原作為河森正治、SATELIGHT、作者為大野木寬、插畫為金田榮路。是堕天翅頭翅為主角的外傳故事。
《創聖的亞庫艾里翁 I》
2005年8月20日刊行本作的小說化本。原作為河森正治、SATELIGHT、作者為橘圭。小說化本中有原創雙胞胎角色登場。

## 遊戲
- 2005年6月30日萬代發售PlayStation 2用遊戲軟體「創聖的亞庫艾里翁」。
- 2008年9月25日南夢宮萬代發售PlayStation 2用遊戲軟體『超級機器人大戰Z』。
- 2009年3月5日南夢宮萬代發售PlayStation 2用遊戲軟體『超級機器人大戰Z 特別版』。
- 2010年8月19日南夢宮萬代發售PlayStation 3用遊戲軟體『異世紀機器人大戰：R』。
- 2011年4月11日南夢宮萬代發售PlayStation Portable用遊戲軟體『第2次超級機器人大戰Z 破界篇』。
- 2012年4月5日南夢宮萬代發售PlayStation Portable用遊戲軟體『第2次超級機器人大戰Z 再世篇』。
- 2015年4月2日南夢宮萬代發售PlayStation 3用遊戲軟體『第3次超級機器人大戰Z 天獄篇』。

## 關聯項目
- 創聖機械天使EVOL
- 創聖機械天使LOGOS

## 外部連結
- 創聖的亞庫艾里翁 （页面存档备份，存于）（日語）
- 創聖的亞庫艾里翁 （页面存档备份，存于）（東京電視台）（日語）
- OVA創星のアクエリオン （页面存档备份，存于）（OVA版）（日語）
- 劇場版 亞庫艾里翁 （页面存档备份，存于）（日語）